# 2016年愛知県稲沢市殺人放火事件
愛知県稲沢市殺人放火事件（あいちけんいなざわしさつじんほうかじけん）は、2016年2月6日に愛知県稲沢市で起きた殺人事件および放火事件。「愛知・資産家殺害放火（事件）」とも。

## 概要
当時60歳の男性が殺害され、自宅が放火され全焼した事件。被害者のTは、結婚相談所の紹介で知り合った女Fと2015年7月に結婚したが、その7か月後に殺害された。結婚の翌月に、妻Fを受取人とした生命保険がかけられていた。

### 逮捕
2019年9月18日、愛知県警は（元）妻Fおよびその交際相手の男Mを殺人容疑で逮捕した。
捜査関係者によると、被告Mは「（Fから）殺害を依頼され、報酬として250万円を受け取った」などと供述した。
（元）妻Fに関して、捜査一課は、容疑者の（元）妻FはTを殺害して死亡保険金などを不正に受け取ろうと企て、2016年3月22日に大手生命保険会社に約3千万円を請求した疑いがある、としていた。

### 刑事裁判
まず共謀者の男のほうの裁判が行われた。裁判で（元）妻Fの交際相手の男Mは殺人や非現住建造物等放火などの罪に問われた。
起訴状によると、保険金などの目的で殺害を企てた者（首謀者）は（元）妻のFのほうであり、Mは事件当時、Tの（元）妻Fと交際しており、Fに加担し、2016年2月、Tの胸を刃物で数回刺して殺害し自宅に放火して全焼させ遺体を燃やしたとされる。
2021年2月4日、名古屋地裁の裁判員裁判の論告求刑公判で検察が懲役30年を求刑、弁護側は、殺人については正当防衛に当たるなどといずれも無罪を主張して一連の裁判が結審した。
2021年2月24日、名古屋地裁での判決公判で、男Mに求刑通り懲役30年の判決が言い渡された。判決では共犯者と保険金と相続財産を手に入れるための犯行に加担したと認定。その上で現場を事前に下見するなど準備を重ね、被害者を刃物で複数回突き刺して殺害するなど計画性が高く、強固な殺意に基づく犯行と指摘した。また、公判中も不合理な弁解をして反省の態度が見られないことから、有期懲役で科せる上限が相当と判断した。最終的に懲役30年の刑が確定した。
次に（元）妻Fの裁判が行われた。（元）妻Fはやはり殺人や非現住建造物等放火などの罪に問われた。
起訴状によると、妻Fは、交際相手だったMと共謀し、平成28年（2016年）2月6日、Tの胸を刃物で数回刺して殺害、同13日にT宅に放火し全焼させ、遺体を燃やしたとしている。
2022年2月15日、名古屋地裁で裁判員裁判初公判が開かれ、妻Fは起訴内容を全面的に否認した。
冒頭陳述で検察側は「被告は、男Mに250万円の報酬を支払い殺害を依頼した」などと指摘した。一方、弁護側は「共謀の事実はない」などとして無罪を主張した。
2022年3月17日、論告求刑公判で検察側は無期懲役を求刑した。
検察側は論告で、妻Fが事件後、Tの預貯金約5500万円や土地全てを相続したと指摘。保険金や財産目当ての犯行だとして「悪質さが際立っている」と非難した。
一方、弁護側は、殺害や放火について、交際相手だったMと共謀していなかったなどとして、改めていずれの罪も無罪を主張して結審した。
2022年4月14日、名古屋地裁は求刑通り無期懲役の判決を言い渡した。
判決では犯行態様について「財産目的で命を奪う身勝手で悪質極まりない犯行」と指摘した。
妻Fは無罪を主張して控訴したが、2022年11月11日、名古屋高裁は控訴を棄却した。名古屋高裁は、殺人罪などに関する事実誤認や量刑不当を窺わせる要素は見当たらないと判断し、無罪主張を退けた。
妻Fは上告したが、2023年7月11日、最高裁第三小法廷（今崎幸彦裁判長）は上告を棄却、妻Fの無期懲役が確定した。